# Нільтава мала

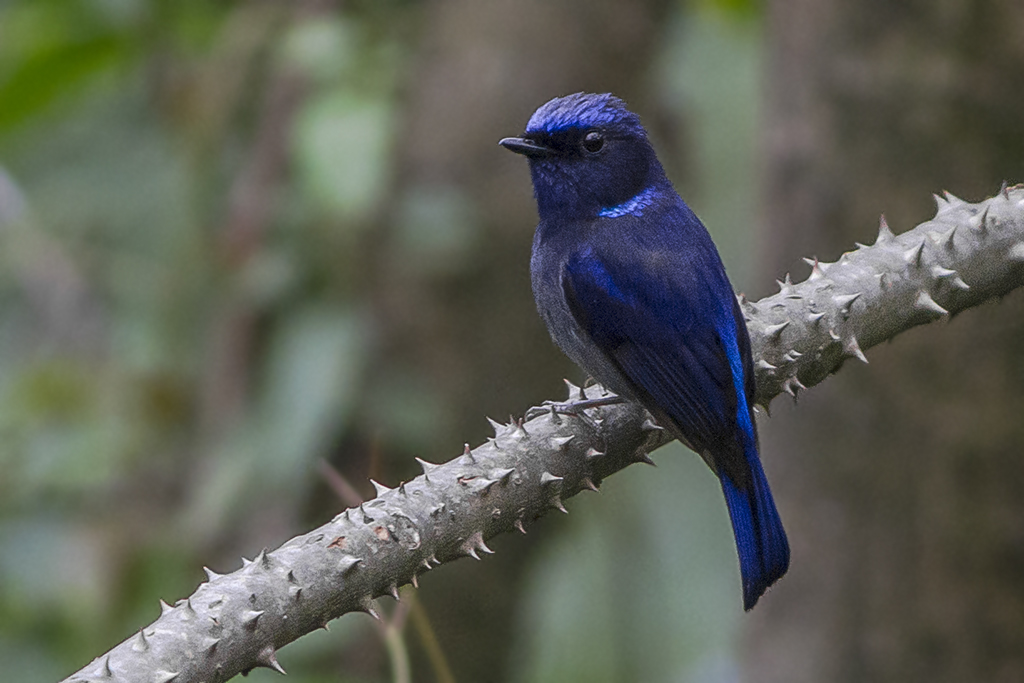
Самець малої нільтави (Сіккім, Індія)

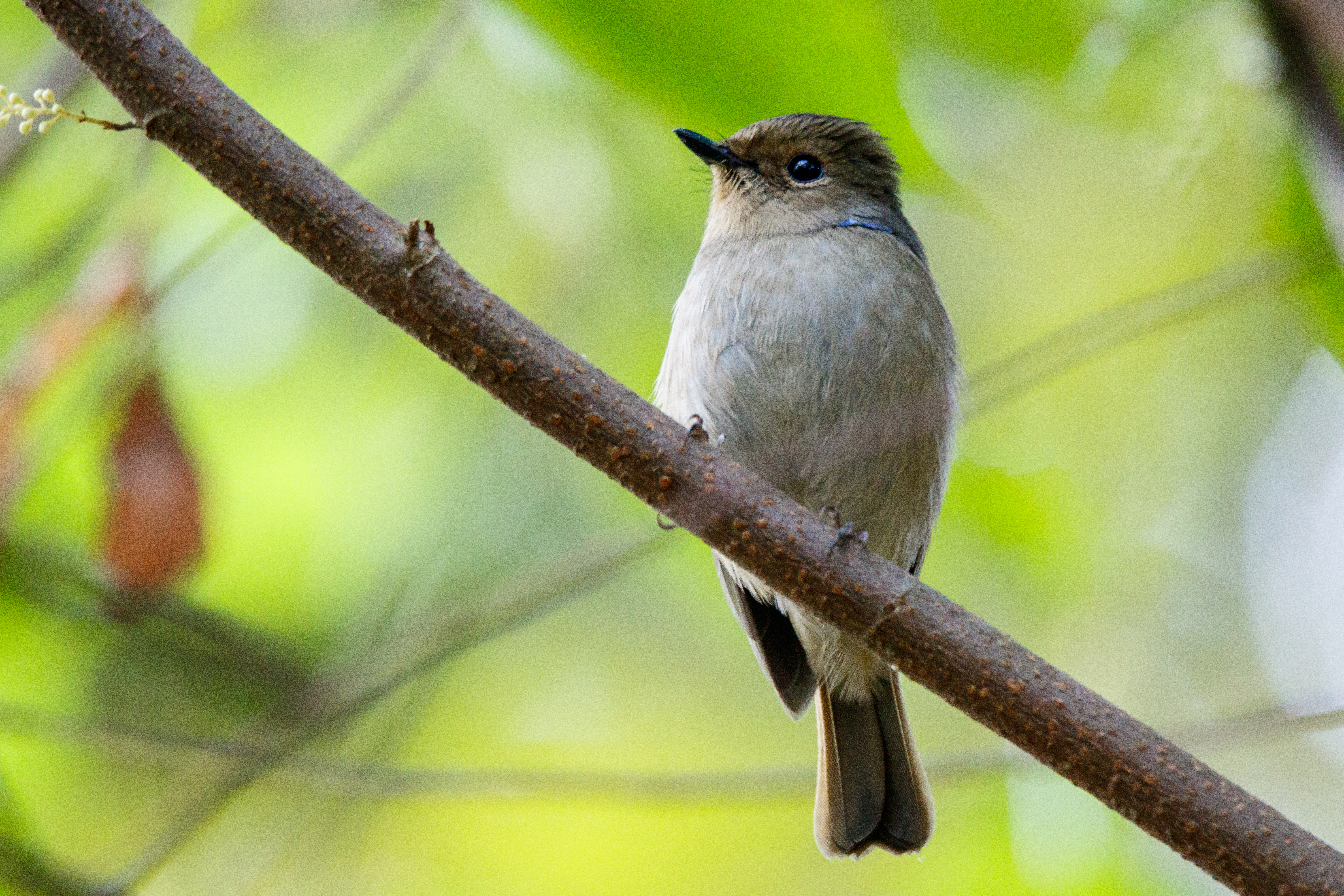
Самиця малої нільтави (Непал)

Нільтава мала (Niltava macgrigoriae) — вид горобцеподібних птахів родини мухоловкових (Muscicapidae). Мешкає в Гімалаях і Південно-Східній Азії.

## Підвиди
Виділяють два підвиди:
- N. m. macgrigoriae (Burton, 1836) — західні і центральні Гімалаї;
- N. m. signata Salvadori, 1891 — від східних Гімалаїв до південного Китаю, північного і центрального Індокитаю.

## Поширення і екологія
Малі нільтави поширені від північно-західної Індії до центрального В'єтнаму. Взимку гімалайські популяції мігрують в долини. Малі нільтави живуть у гірських і рівнинних вологих тропічних лісах, чагарникових заростях і на болотах.